# فرودگاه آلبرتو دلگادو
فرودگاه آلبرتو دلگادو (به انگلیسی: Alberto Delgado Airport) یک فرودگاه همگانی با کد یاتا TND است که یک باند فرود آسفالت دارد و طول باند آن ۱۸۰۱ متر است. این فرودگاه در کشور کوبا قرار دارد و در ارتفاع ۳۸ متری از سطح دریا واقع شده‌است.